# 横山由依卒業コンサート〜深夜バスに乗って〜
- AKB48 > AKB48の出演一覧 > AKB48のコンサート一覧 > 横山由依卒業コンサート〜深夜バスに乗って〜
- 横山由依 > 横山由依卒業コンサート〜深夜バスに乗って〜

横山由依卒業コンサート〜深夜バスに乗って〜（よこやまゆいそつぎょうコンサート しんやバスにのって）は、2021年（令和3年）11月27日に横浜国際平和会議場（パシフィコ横浜）・国立大ホール（神奈川県横浜市西区・みなとみらい）で行われた、AKB48のコンサートである。

## 概要
AKB48の9期生で、第2代目AKB48グループ総監督を務めた横山由依（以下、本文中では横山と略す）の卒業コンサートである。当コンサートは2021年9月12日の『MX夏まつり AKB48 2021年 最後のサマーパーティー!』（於：日比谷野外音楽堂）と同様、東京メトロポリタンテレビジョン（TOKYO MX）の主催による「MXまつり」の一環として開催されたため、運営会社の株式会社DHは協賛に関与していない。
タイトルの『深夜バスに乗って』は、地元の京都府から東京まで深夜バスでレッスンに通っていた自身のアイドルとしての原点と、新たなステージへと踏み出していく2021年11月時点の姿を重ね合わせて付けたものである。当コンサートは同年5月22日にぴあアリーナMMで行われた『峯岸みなみ卒業コンサート〜桜の咲かない春はない〜』と同様、17LIVEで無料生配信を実施。公演終了後にはアフタートーク配信も行われた。また峯岸卒コン時の「エモリスタイム」のような観客による効果演出は実施されていない。
なお、太田プロダクションに所属するAKB48メンバーの名前を冠した卒業コンサートは、2014年6月8日に味の素スタジアムで行われた『大島優子卒業コンサート in 味の素スタジアム〜6月8日の降水確率56%（5月16日現在）、てるてる坊主は本当に効果があるのか?〜』以来7年5か月ぶり。またAKB48メンバーの名を冠した卒業コンサートが11月に開かれるのは史上初となった。

## 開催まで
ここでは、横山の卒業発表からコンサート当日までの主な出来事を記述する。
| 日付 （2021年） | 出来事 | 参照   |
| --------------- | --- | ------ |
| 9月12日         | 『MX夏まつり AKB48 2021年 最後のサマーパーティー!』で横山がAKB48からの卒業を発表。 | [ 2 ]  |
| 9月29日         | 横山最後の参加シングルとなった「根も葉もRumor」発売。 |        |
| 10月6日 10月7日 | 横山主演・根本宗子演出によるブランニューオペレッタ『Cape jasmine』（ケープ・ジャスミン）が日本青年館で上演される。                                                                    | [ 6 ]  |
| 10月7日         | 卒業コンサートのタイトルが『深夜バスに乗って』に決定。 同日から10月11日までAKB48Mobile及び「二本柱の会」会員限定でチケットが先行発売された。                                          | [ 3 ]  |
| 10月8日         | 日本テレビ系列音楽番組『MUSIC BLOOD』にAKB48が出演。「RIVER」と「根も葉もRumor」を歌った。                                                                                            | [ 7 ]  |
| 11月4日         | この日の17LIVE緊急生配信において、当コンサートを17LIVEで無料生配信することを発表。 翌日（5日）から26日まで『Everyday ワンセブン配信』として出演メンバーが日替わりでライブ配信を行う。 | [ 5 ]  |
| 11月11日        | 日本テレビ系列音楽特番『ベストヒット歌謡祭2021』（読売テレビ制作）にAKB48が出演し「根も葉もRumor」を歌った。                                                                          | [ 8 ]  |
| 11月13日        | 『卒業コンサート2週間前SP』として、岩立沙穂・福岡聖菜・村山彩希・山内瑞葵がライブ配信を行う。                                                                                         | [ 9 ]  |
| 11月18日        | AKB48劇場で『山内鈴蘭卒業記念公演〜私の原点〜』が開催され、横山を含む9期生メンバーも出演した。                                                                                        | [ 10 ] |
| 11月20日        | 最後まで残った4期生の大家志津香がAKB48からの卒業を発表。 | [ 11 ] |
| 11月26日        | 日刊スポーツに高橋みなみ・向井地美音との「歴代AKB48グループ総監督鼎談」が掲載される。                                                                                                 | [ 12 ] |
| 11月27日        | 9時25分～：日本テレビ『ぶらり途中下車の旅』に横山が出演。都営地下鉄大江戸線周辺をぶらり旅した。                                                                                       | [ 13 ] |
| 11月27日        | 17時～：横山の卒業コンサート本番。 |        |

卒業発表からコンサート本番までの日数は77日で、コロナ禍による延期を経て行われた峯岸みなみ卒業コンサートよりも素早く、100日を下回ったのは2016年1月の高城亜樹と永尾まりや以来5年10か月ぶりとなった。

## 出演者
| チーム | メンバー                                                             |
| ------ | -------------------------------------------------------------------- |
| A      | 加藤玲奈、田口愛佳、千葉恵里、西川怜、宮崎美穂、向井地美音、横山由依 |
| K      | 込山榛香                                                             |
| B      | 岩立沙穂、大家志津香、柏木由紀、谷口めぐ、福岡聖菜                   |
| 4      | 岡田奈々、村山彩希、山内瑞葵                                         |
| 8      | 岡部麟、小栗有以、小田えりな、倉野尾成美、下尾みう、本田仁美         |

レジェンドOG（登場順）
- 伊豆田莉奈(CGM48)
- 川栄李奈
- 北原里英
- 指原莉乃
- 大島優子

### 備考
- 当日出演した現役メンバーは22名と、峯岸卒コン時の約3分の1に絞られた[17]。そのうち峯岸卒コンに出演しなかったメンバーは本田と下尾の2名のみである。
- 当初の発表では武藤十夢も出演する予定だったが、諸事情により千葉恵里に交代した為、当時のチームKからの出演は込山のみとなった[17]。
- 大家志津香はこの年の12月28日をもってAKB48を卒業した為[18]、当コンサートが現役最後の大舞台となった。

## セットリスト

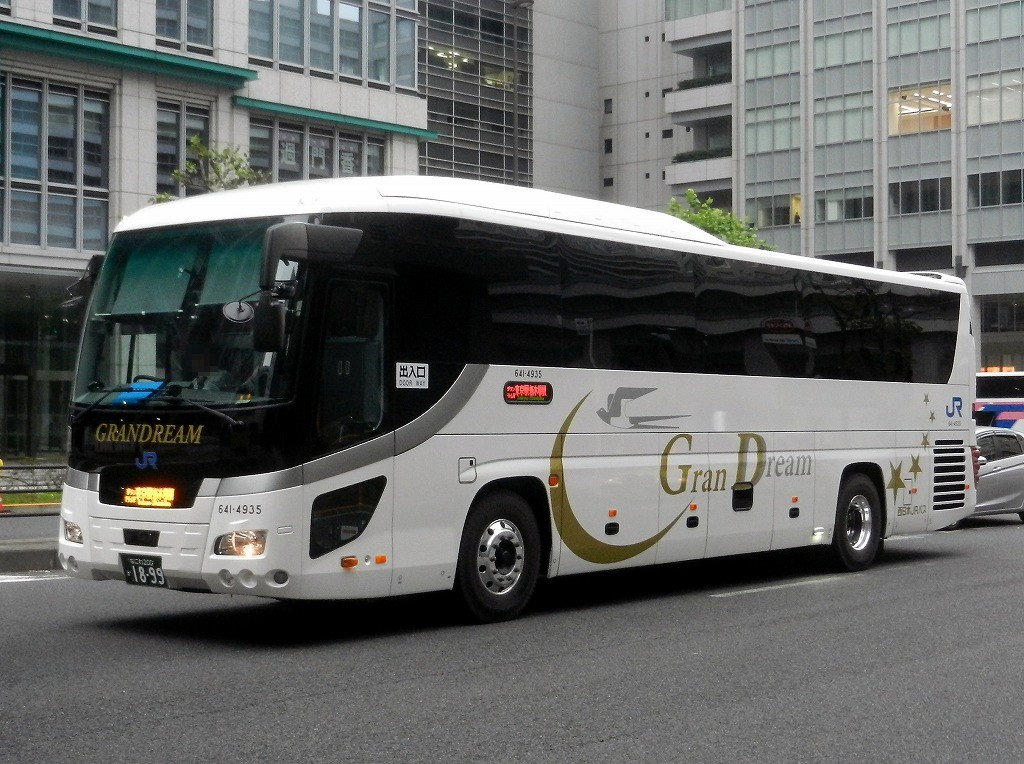
VTR内で横山が乗車した深夜バス「グランドリーム号」（いすゞ・ガーラ）

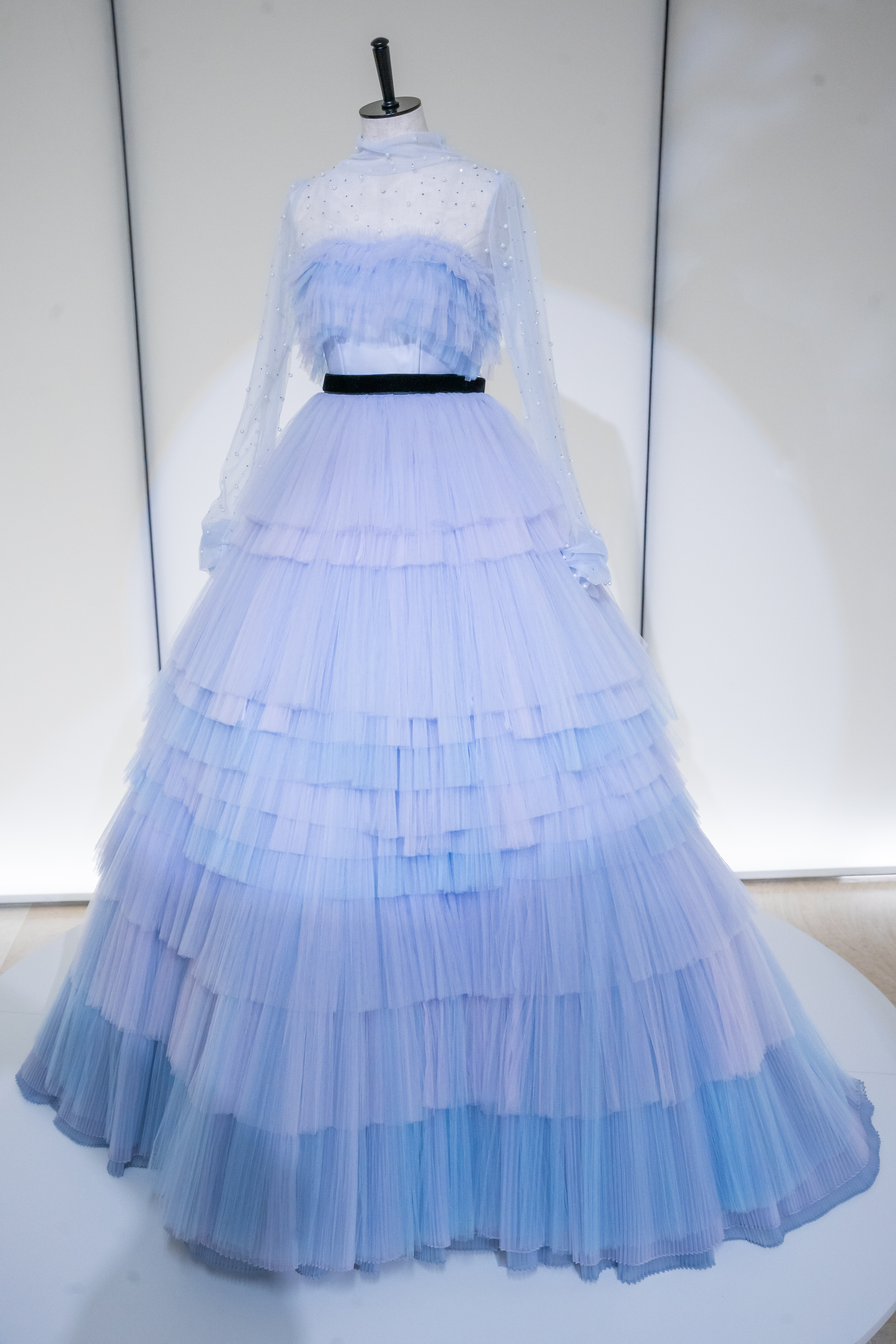
アンコールで横山が着用したドレス
（2023年8月5日、大丸東京店で行われたAKB48大衣装展より）

概要で述べたように、当コンサートは横山が研究生時代、京都駅のバスターミナルから東京に向かう際に利用していた深夜バス『グランドリーム号』（西日本ジェイアールバス）に乗って、12年間のアイドル人生を振り返るVTRが曲間に挟まれた構成となっている。なお、横山は2016年12月からドリーム号のオフィシャルアンバサダーを務めており、2018年6月10日に『ドリーム号の日』が制定された際は、西日本ジェイアールバスのマスコットキャラクター「にしばくん」と横山がコラボしたラッピング車両が運行されていた。
1. Overture
えんじ色のコートに身を包んだ横山が京都駅のバスターミナルからグランドリーム号にたった一人で乗り込み、ソニーのウォークマンの再生ボタンを押すと、「A・K・B・48～!」の掛け声とともにグランドリーム号が動き出し、真夜中の高速道路を駆け抜ける。バス車内のテレビモニターには加入当初から12年分の思い出を編集した映像が流れ、トンネルを抜けて夜明けの富士山が見え、バスが会場のパシフィコ横浜に辿り着くと公演のタイトルロゴが表示されて、コンサートが始まる[4]。
2. 少女たちよ
バスを降りた横山が再びウォークマンの再生ボタンを押し、曲を口ずさみながらパシフィコ近くの海沿いを歩く。Overtureから続いた映像が終わると横山がステージに現れ、その後に当日出演のメンバーが登場し合唱する。
3. ゼロサム太陽
4. ALIVE
5. After Rain
6. 根も葉もRumor
5曲を歌い終えた後、「みなさんこんばんは、AKB48です!」と挨拶し最初のMCに入る。MC終了後に流れたVTRでは、研究生時代からの秘蔵映像と共に横山が先述のウォークマンを見せ、「（当時は）スマートフォンがなかったので、コレ（ウォークマン）を使いながらイメージトレーニングをしていた」と明かした後、2010年10月10日の『AKB48 東京秋祭り』[注 4]でチームKへの昇格が発表された時のエピソードを述べた。
7. 摩天楼の距離
8. 偶然の十字路
曲の後のVTRでは、横山が初の選抜総選挙参加となった『AKB48 22ndシングル 選抜総選挙』[注 5]のエピソードを語る[19]。そして横山が選抜総選挙の結果を受けて参加したシングル表題曲のメドレーに突入する。
9. フライングゲット
10. ギンガムチェック
11. 恋するフォーチュンクッキー
12. 心のプラカード
13. ハロウィン・ナイト
14. LOVE TRIP
15. ＃好きなんだ
16. センチメンタルトレイン
8曲を歌い終えた後、“選抜総選挙にまつわるスペシャルゲスト”として伊豆田莉奈が登場。AKB48の第10期生であった伊豆田は2016年からBNK48に移った後、2019年7月よりCGM48のメンバー及び劇場総支配人を務めている[24]。この日のためCGMの本拠地であるタイ・チェンマイから帰国したことに宮崎美穂が「（コンサートに）出ちゃいなよと言ったスタッフに怒っといた方がいいよ」と突っ込んでいた[24]。MCでは伊豆田が横山にダンスを教わったり、横山のいない間に部屋の掃除をする等のエピソードが明かされた[24]。
17. 月と水鏡
伊豆田退場後、バスが高速のサービスエリアに着く映像が流れ、横山が「横山食品[注 6]の巾着芋チップ」とホットコーヒーを買って休憩しながら、初のソロ曲「May」と「月と水鏡」のエピソードを語る。当コンサートでは「月と水鏡」が披露された。
18. セーラーゾンビ（横山・小栗有以・山内瑞葵）
2014年に横山が出演したテレビ東京の同名ドラマ[注 7]の主題歌。共に原曲を歌唱した渡辺麻友は2020年に芸能界を引退。卒業後にホリプロ所属の女優となった岩田華怜は当日出演しなかった為、小栗と山内が横山と共に歌唱した[25]。
曲の後、ドラマで横山と共にヒロインを務めた川栄李奈が登場[25]。2015年8月4日の卒業公演[注 8]以来、6年3ヵ月ぶりにAKB48メンバーと対面した川栄は「友達がゆいはん（横山）しかいない。卒業しても月1で会っている」と自慢[25]。当時の川栄はNHK連続テレビ小説『カムカムエヴリバディ』[注 9]にヒロインで出演しており、横山からは「朝ドラ頑張ってください」とエールを送った[25]。
19. HA!
20. 太宰治を読んだか?（横山・大家志津香）[4]
上記2曲は横山がNMB48チームNを兼任（2012年9月 - 2013年4月[27]）した際に制作・歌唱した楽曲だったが、当コンサート前日の11月26日、NMB48の初代キャプテンだった山本彩が体調不良で活動休止することを発表[28]。そのせいか、横山に関わったNMB48メンバー及び元メンバーのサプライズ出演やビデオメッセージはなかった。
21. 最終ベルが鳴る
「太宰治 - 」終了後、篠田麻里子・峯岸みなみ・小嶋陽菜からビデオメッセージが寄せられた[29]。篠田は後述する卒業メモリアルブックをPRし、峯岸は横山が川栄の卒業コンサート[注 10]で「桜の木になろう」を「桜色の木の下で」と間違えたエピソードを語り[29]、小嶋は自身のブランドの商品をPRしながら、「勝手に楽器チャレンジ」の第8弾としてドラムに挑戦してほしいと提案[19][29]。そして横山がPearlのドラムを叩きながらメンバーと共に「最終ベル - 」を歌う[29]。
22. 週末Not yet～already（Not yet）
横山が派生ユニット『Not yet』のメンバーに選ばれた当時のエピソードを語る。そして「週末Not yet」のイントロと共に横山・北原里英・指原莉乃[注 11]・大島優子が登場し歌う[30][31]。Not yetはこの年（2021年）に結成10周年を迎えたが、ノースリーブスの時のようなアニバーサリーライブ[注 12]は行われなかった為、2015年1月[注 13]以来6年10か月ぶりのフルメンバー4人集結となった[4][31][30]。
大島・北原・指原がサプライズで来たことに涙ぐむ横山に大島が「だってもう（Not yetとしての活動は）ないよ、多分。完全に、“already done.”になったから。解散でよろしいですか?」と言うと、「ついで解散やめて下さい」と北原が突っ込む一幕も[30]。そして大島が「ゆいはんの卒コンが盛り上がってくれますように」との願いを込め、「私たち、まだまだだけど、Not～yet! yet! yet! yet! yet! Yet! イェーイ!」とグダグダな気合を入れていた[30]。
23. RIVER
バス車内で横山が総監督引継ぎ時のエピソードを語り、その後に初代総監督・高橋みなみのインタビュー映像が流れる[4]。そして“総監督の証”でもあるメガホンを持ち、向井地美音に総監督を引き継ぐ時のエピソードを語った後、ステージ上のモニターに映る高橋が「由依ちゃん、みーおん、スタンバイいいですかー?」とコールし、センターに立つ横山・向井地がモニター内の高橋と共に「AKB～!」と叫んだ後、残りのメンバーが「48!」と叫んでRIVERを歌い踊る。
24. Everyday、カチューシャ
25. 真夏のSounds good !
26. さよならクロール
27. 君はメロディー
28. タンポポの決心
横山加入前後にリリースされたAKB48のシングルヒット曲が5曲続いた後、横山が「深夜バスに乗って東京にやってきた私が、大切な仲間と共に最後に歌いたい曲」として選曲。間奏では「メンバーのみんな、リハーサルからたくさんの愛をくれてありがとうございます」と涙ながらに感謝を述べた。そして白いハートの紙吹雪が降る中メンバーと共に一旦退場する。
アンコールを告げる手拍子が鳴る中、トンネルをくぐるバスの映像が流れ、横山が車窓から夜明けの富士山を見つめる。そして横山の母が書いた一枚の手紙が渡され、「久しぶりの夜行バスの旅、お疲れ様でした」などといった文面に「全然読めない…」と思わず涙ぐむ一幕も[4]。そしてステージ上に薄紫を基調としたエレガントなドレス（制作：茅野しのぶ[33]）に身を包んだ横山が登場する。

アンコール
1. 君がいなくなる12月（横山卒業記念ソング）
歌唱後に横山は「秋元（康）先生ってなんで先のことがわかるんだろうなっていう気持ちがして、改めて秋元先生の偉大さを感じています。」と楽曲に込めた思いを述べ、「秋元先生がAKB48を作って下さらなかったら、私は今ここにいません。AKB48がない人生は想像出来ないくらい私にとって本当に大切なものです。それでも一歩踏み出そうと思えたのは、私が以前から思い描いていた夢が、より具体的に見えてきたからです。（中略）これからもお芝居と歌を磨いていって、それで表現出来る人になりたいなと思います。（メンバーとスタッフ、そしてファンの）皆様、12年間本当にありがとうございました。これからもAKB48と、横山由依の応援をよろしくお願いします。」[34]と感謝のスピーチを述べた。
2. 見えない空はいつでも青い
ここから残りのメンバーが横山の写真がプリントされたTシャツを着て歌う。
3. 重力シンパシー
歌唱後に向井地は「横山さんがいなくなるAKBを、今でもまだ想像出来ません。」と心境を語り、「一人の人間としても成長させてくれた横山さんには、感謝してもしきれません。（中略）真面目に頑張ることはかっこいいと教えてくれた横山さんがいたから、今のAKBはこんなに輝き始めました。横山さんがいなくなる（後の）AKB48は私たちが守ります。だからこれからは横山さんだけのための人生を目一杯楽しんでください。大好きな、よこやママの幸せをずっと願っています。ご卒業おめでとうございます。」と横山に向けた感謝の言葉を述べた[4]。
4. 少女たちよ
最後に横山が「今のAKB48のメンバーやファンの心に留まる曲」として、改めてフルコーラスで出演メンバー全員と共に合唱[19]。イントロで横山が「少女たちー!」と言うと、他メンバーが「よ!」と叫んだ[35]。
アウトロで横山が他メンバーとハイタッチした後、向井地による感謝の挨拶と共に他メンバーが退場。そして残った横山がステージセンターのゲートに入り、「AKB48のメンバーになれて本当に幸せでした!」と叫び、一礼と共にセンターゲートのカーテンが閉まりコンサートが終了した[4]。
そして29歳の誕生日翌日の2021年12月9日にAKB48劇場で卒業公演が行われ[注 14]、横山は初お披露目の2009年11月14日から通算4,409日に及んだAKB48メンバーとしての活動を終了した。

## 関連書籍
- AKB48 横山由依卒業メモリアルブック「深夜バスに乗って」（2021年11月27日発売・光文社）
60ページに及ぶ撮り下ろしフォト（撮影：桑島智輝）や、向井地や秋元康との対談、1万字インタビュー等を収録。
発売2日後の11月29日には、SHIBUYA TSUTAYA公式YouTubeチャンネル『シブツタchannel』内で発売記念オンラインサイン会が行われた[37]。